# Карл Томас фон Льовенщайн-Вертхайм-Розенберг
Карл Томас Албрехт Лудвиг Йозеф Константин фон Льовенщайн-Вертхайм-Розенберг (на немски: Karl Thomas Albrecht Ludwig Joseph Constantin Fürst zu Löwenstein-Wertheim-Rosenberg; * 18 юли 1783, Бартенщайн, Швебиш Хал; † 3 ноември 1849, Хайделберг) е 5. княз на Льовенщайн-Вертхайм-Розенберг (1814 – 1849). Той е австрийски офицер по времето на Наполеоновите войни и от 1815 г. съсловен господар. Родът Льовенщайн-Вертхайм е морганатичен клон на фамилията Вителсбахи, образуван около 1460 г.

## Живот
Той е най-големият син на 4. княз Доминик Константин фон Льовенщайн-Вертхайм-Рошфор (1762 – 1814) и първата му съпруга принцеса Мария Леополдина Хенриета фон Хоенлое-Бартенщайн (1761 – 1807), дъщеря на княз Лудвиг Карл Франц Леополд фон Хоенлое-Валденбург-Бартенщайн (1731 – 1799) и графиня Фредерика Поликсена фон Лимбург-Щирум (1738 – 1798). Брате на принц Константин (1786 – 1844) и принц Вилхелм (1795 – 1838).
На 29 септември 1799 г. в Елванген Карл се жени за графиня София Лудовика Вилхелмина цу Виндиш-Грец (* 20 юни 1784, Брюксел; † 7 юли 1848, Баден до Виена), дъщеря на граф Йозеф Николаус фон Виндиш-Грец (1744 – 1802) и втората му съпруга принцеса и херцогиня Леополдина д'Аренберг (1751 – 1812).
На 29 април 1830 г. във Виена той става рицар на „ордена на Златното руно-Австрия“ (Нр. 915). През началото на 1840-те години той живее във Виена и в напреднала възраст се занимава все повече с католическата вяра и става много набожен.
Умира на 3 ноември 1849 г. на 66 години в Хайделберг.
- Княз Карл Томас фон Льовенщайн-Вертхайм-Розенберг
- Дворец Бартенщайн
- Дворец Клайнхойбах

## Деца
Карл Томас и София Лудовика Вилхелмина имат децата:
- Константин фон Льовенщайн-Вертхайм-Розенберг (* 28 септември 1802, Клайнхойбах; † 27 декември 1838, Клайнхойбах), наследствен принц, женен в дворец Вилдек/Ротенбург на Фулда на 31 май 1829 г. за принцеса Агнес фон Хоенлое-Лангенбург (* 5 декември 1804, дворец Лангенбург; † 9 септември 1833, Хайд, Бохемия), дъщеря на княз Карл Лудвиг фон Хоенлое-Лангенбург
- Леополдина фон Льовенщайн-Вертхайм-Розенберг (* 29 декември 1804, Клайнхойбах; † 6 август 1869, Гарс ам Ин), омъжена в Клайнхойбах на 31 юли 1821 г. за чичо си принц Константин фон Льовенщайн-Вертхайм-Розенберг (* 26 март 1786, Вертхайм; † 9 май 1844, Мюнхен)
- Аделхайд Еулалия Лудовика Мария фон Льовенщайн-Вертхайм-Розенберг (* 19 декември 1806, Клайнхойбах; † 6 ноември 1884, Сихров, Бохемия), омъжена в дворец Хайд на 28 май 1826 г. за княз Камил Рохан-Рошфор (* 19 декември 1801, Брюксел; † 13 септември 1892, Сихров, Бохемия)
- София Мария Терезия фон Льовенщайн-Вертхайм-Розенберг (* 18 септември 1809, Прага; † 21 юли 1838, Бубенч), омъжена в дворец Хайд на 25 ноември 1834 г. за княз Хайнрих XX Ройс-Грайц (* 29 юни 1794, Офенбах; † 8 ноември 1859, Грайц)
- Мария Кресценция Еулалия фон Льовенщайн-Вертхайм-Розенберг (* 3 август 1813, Клайнхойбах; † 19 март 1878, Клайнхойбах), омъжена на 4 октомври 1836 г. в Клайнхойбах ам Майн за наследствен принц Виктор фон Изенбург-Бирщайн (* 14 септември 1802, Бирщайн; † 15 февруари 1843, Хайделберг), син на княз Карл фон Изенбург-Бирщайн
- Еулалия Аегидия фон Льовенщайн-Вертхайм-Розенберг (* 31 август 1820, Клайнхойбах; † 18 февруари 1895, Клайнхойбах), неомъжена